# Mengo Yokoyari
Mengo Yokoyari (横槍メンゴ Yokoyari Mengo?) es una mangaka japonesa. Debutó como creadora de manga para adultos en 2009. Es principalmente conocida por ser la autora de la obra Kuzu no Honkai e ilustradora de Oshi no Ko.

## Arte

### Dibujo
El estilo de dibujo de Yokoyari se caracteriza por tener toques suaves y delicados en sus diseños de personaje. Según Yokoyari, hace especial hincapié en la representación de las pestañas y la sensación "esponjosa" del cabello, sobre todo en personajes femeninos, puesto que dibujarlas es uno de sus puntos fuertes y también uno de los más atractivos de su arte.

### Representación Erótica
Las representaciones eróticas aparecen a menudo en las obras de Yokoyari. Afirmó que le gustaba el manga para adultos, y como no era reacia a dibujar contenido erótico, comenzó a incluir representaciones eróticas en sus obras. Al mismo tiempo, Yokoyari tiene el objetivo de que el contenido sexual en sus obras, sea un contenido que tanto chicas como chicos puedan disfrutar por igual.

## Trabajos
- Haruwaka (はるわか?) (2010–2012)
- Mokkai Shiyo? (もっかいしよ ??) (2011)
- Kimi wa Midara na Boku no Joō (君は淫らな僕の女王?) (2012–2017 (ilustradora), junto a Lynn Okamoto)
- Kuzu no Honkai (クズの本懐?) (2012–2017)
- Mega Heart (めがはーと?) (2013-2017)
- Retort Pouch! (レトルトパウチ！?) (2014–2018)
- Isshō Sukitte Yuttajan (一生好きってゆったじゃん?) (2018-2020, compilación de pequeñas historias)
- Oshi no Ko (【推しの子】?) (2020–2024 (ilustradora), junto a Aka Akasaka)